# Жильбер Розон
Жильбе́р Розо́н (фр. Gilbert Rozon, *26 жовтня 1954, Монреаль) — квебекський антрепренер.
14 червня 1983 заснував монреальський гумористичний фестиваль фр. Juste pour rire («Заради сміху»), що став всесвітньо відомим. Жильбер Розон займається поширенням і розвитком бренду Juste pour rire / Just For Laughs у більш ніж 150 країнах світу.